# Cementiri de Viladamat
Cementiri de Viladamat és una obra de Viladamat (Alt Empordà) inclosa a l'Inventari del Patrimoni Arquitectònic de Catalunya.

## Descripció
Situat al nord del nucli urbà de la població de Viladamat. Des de la carretera GIV-6301 en direcció a l'Armentera, s'agafa un trencall a mà dreta que hi condueix.
El recinte és de planta rectangular delimitat per una tanca d'obra, a la que s'adossen les filades de nínxols. Tot l'espai central queda lliure i està organitzat en carrers pavimentats decorats amb zones verdes. El cementiri compta amb una capella-sala pròpia, situada a la part de llevant del recinte, a l'altra banda de la porta d'accés, aquesta és de planta rectangular, coberta amb una gran volta de canó bastida amb maons disposats a pla i sostinguda amb murs bastits en pedra desbastada i abundant morter. La façana principal presenta un gran portal d'arc de mig punt bastit també amb maons i una obertura circular actualment tapiada. La part destacable del recinte és la porta d'accés. Es tracta d'un petit cos rectangular amb teulada de dues vessants, format per dues habitacions laterals que delimiten un passadís central, que dona accés al recinte. La porta és d'arc de mig punt bastit amb maons, tot i que a l'exterior es troba emblanquinada, de la mateixa manera que la resta de la tanca. Emmarcant la porta hi ha dues finestres cegues de punt rodó. Les tres obertures presenten, a la part superior, una motllura decorativa acabada en mènsules. Coronant el conjunt hi ha una cornisa motllurada rematada amb un frontó semicircular. Cal destacar la porta de ferro treballat, amb l'any 1931 integrat a la reixa.

## Història
La majoria dels cementiris creats al llarg del segle xix i XX segueixen una mateixa estructura. Un espai destinat a l'administració, una plaça per als carruatges/cotxes, un edifici destinat a dipòsit de cadàvers, una fossa comuna -per a les persones que no tenien nínxols ni panteó-, parcel·les i nínxols particulars, una capella, un espai per a nonats, etc. La zona dels nínxols i els panteons sovint es resolia en un clos amb jardí.
Com la majoria de cementiris municipals cal cercar el seu origen en la disposició reial de Carles III, que a finals del segle xviii ordenava la construcció dels cementiris fora de les poblacions adduint raons higièniques i sanitàries. Però tot i aquesta disposició la creació dels nous cementiris no es va generalitzar fins a la segona meitat del segle xx, i en algunes poblacions el segle xx.